# Gartenhummel
Die Gartenhummel (Bombus hortorum) ist eine häufige Hummelart, die in Gärten, auf Wiesen, in Obstgärten und Parks vorkommt.

## Körperbau
Die Gartenhummel trägt an der Vorder- und Hinterkante des Brustkorbs jeweils eine goldgelbe Binde mit einem breiten schwarzen Bereich dazwischen. Auch das erste Tergit des Hinterleibs ist goldgelb, die mittleren Glieder schwarz und das Hinterleibsende weiß behaart. Die Königin ist 18–26, die Arbeiterinnen 11–16 und die Drohnen 13–15 mm lang. Die Flügel der Königin sind groß, mit einer maximalen Spannweite von 40 mm, bei den Arbeiterinnen nur 30 mm. Das Gesicht der Gartenhummel ist durch einen recht großen Abstand von Auge zu Mandibel auffällig länglich, was sie z. B. von den Erdhummeln mit ihren rundlicheren Gesichtern unterscheidet. Ähnlich aussehende Arten sind die Dunkle Erdhummel, Heidehummel, die Feldhummel und die Tonerdhummel.

## Vorkommen
Die Gartenhummel kommt in ganz Europa vor. Ihr Lebensraum sind Waldränder, daran angrenzende Wiesen, Streuobstwiesen, Parkanlagen und Gärten im Siedlungsbereich sowie Hochwasserdämme.

## Nahrungssuche
Die Gartenhummeln gehören zu den langrüsseligen Hummelarten und besuchen deshalb oft Pflanzen mit langer Blütenröhre, wie zum Beispiel Lippenblütler und Schmetterlingsblütler. So sind sie auf Wiesen-Klee, Eisenhut, Disteln, Ackerbohnen und Geißblatt zu finden.

## Fortpflanzung und Nestbau
Das Nest befindet sich auf oder oberflächennah in der Erde, kann aber auch in verlassenen Vogel- und Mäusenestern, Ställen, Scheunen, Schuppen und Dachböden gebaut werden. Ein ausgewachsenes Volk besteht aus etwa 50 bis 100 Arbeiterinnen.
Die nistplatzsuchenden Königinnen können von März bis Mitte Mai beobachtet werden, die Arbeiterinnen von Anfang Mai bis Ende Juli, die Drohnen von Ende Juni bis Ende Juli. Die Königinnen aus dem ersten Nest beginnen manchmal noch im selben Jahr mit einem eigenen Nest. Eine solche zweite Generation kann bis in den September hinein beobachtet werden. 
Wie die meisten langrüssligen Hummelarten ist die Gartenhummel ein Pocketmaker, lagert den Pollen also in eigens dafür angefertigten Taschen.

## Bilder

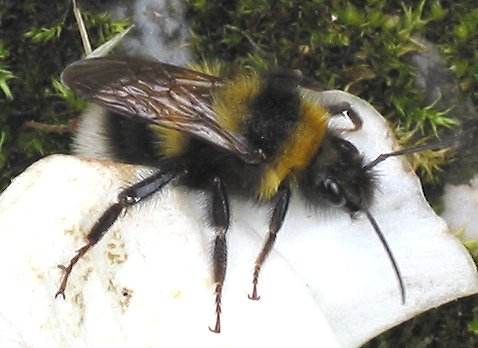
Gartenhummel auf Rotem Fingerhut
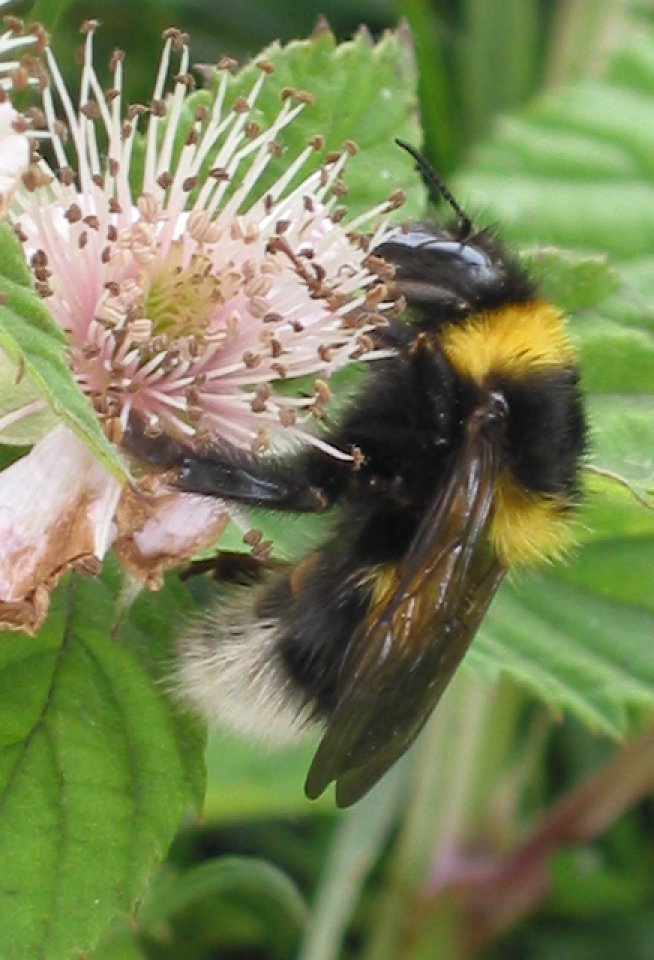
Gartenhummel-Königin (Bombus hortorum) auf Brombeere